# Зав'яловський музей історії і культури
Зав'я́ловський музе́й істо́рії і культу́ри — районний краєзнавчий музей, що знаходиться в селі Зав'яловому, адміністративному центрі Зав'яловського району Республіки Удмуртія, Росія.
1 червня 1997 року районною думою було прийнято рішенням почати роботи по створенню районного краєзнавчого музею. Ініціатором та засновником виступила Келєєва Ольга Віталіївна. Для відвідувачів свої двері музей відкрив лише 4 листопада 2000 року. Допомогу із зібрання перших експонатів надавали жителі району, методичну допомогу — Національний музей Удмуртської Республіки імені Кузебая Герда.
Музей має 2 зали: історичний та етнографічний, загальною площею 127 м². У фондах музею зберігається 2286 одиниць, з яких 1377 предметів відносяться до основного фонду. Заклад проводить власну науково-дослідницьку та просвітницьку роботу. Для відвідувачів проводяться екскурсії та лекції.
Музей має 8 співробітників, двоє з яких наукові.